# تيم أرمسترونغ
تيم أرمسترونغ (بالإنجليزية: Tim Armstrong) (و. 1965  م) هو مغني، وكاتب أغاني، وموسيقي، ومخرج أفلام، وشاعر، ومنتج أسطوانات، وعازف قيثارة، ومنتج بضائع أمريكي، ولد في بيركيلي، كاليفورنيا، يستخدم آلات قيثارة.

## وصلات خارجية
- تيم أرمسترونغ على موقع IMDb (الإنجليزية)
- تيم أرمسترونغ على موقع روتن توميتوز (الإنجليزية)
- تيم أرمسترونغ على موقع ألو سيني (الفرنسية)
- تيم أرمسترونغ على موقع ميوزك برينز (الإنجليزية)
- تيم أرمسترونغ على موقع ميوزك برينز (الإنجليزية)
- تيم أرمسترونغ على موقع ميوزك برينز (الإنجليزية)
- تيم أرمسترونغ على موقع أول موفي (الإنجليزية)
- تيم أرمسترونغ على موقع قاعدة بيانات الأفلام السويدية (السويدية)
- تيم أرمسترونغ على موقع إن إن دي بي (الإنجليزية)
- تيم أرمسترونغ على موقع أول ميوزيك (الإنجليزية)